# NGC 1536
NGC 1536 ist eine verschmelzende Balken-Spiralgalaxie mit ausgedehnten Sternentstehungsgebieten vom Hubble-Typ SBc im Sternbild Netz am Südsternhimmel. Sie ist schätzungsweise 47 Millionen Lichtjahre von der Milchstraße entfernt und hat einen Durchmesser von etwa 30.000 Lichtjahren. Sie ist Mitglied der sieben Galaxien zählenden NGC 1566-Gruppe (LGG  114).
Im selben Himmelsareal befinden sich u. a. die Galaxien NGC 1533, NGC 1546, IC 2038, IC 2039.
Die Typ-IIP-Supernova SN 1997D wurde hier beobachtet.
Das Objekt wurde am 4. Dezember 1834 von John Herschel entdeckt.